# Élections générales néo-brunswickoises de 2014
L'élection générale néo-brunsiwckoise de 2014 a eu lieu le 22 septembre 2014 pour élire les 49 députés à l'Assemblée législative du Nouveau-Brunswick.
Le Parti libéral du Nouveau-Brunswick, dirigé par Brian Gallant, remporte un gouvernement majoritaire en battant les progressistes-conservateurs du premier ministre David Alward. Le Nouveau Parti démocratique, dirigé par Dominic Cardy, récolte le plus de suffrages de son histoire, mais ne remporte aucun siège. En raison de ces échecs, tant David Alward que Dominic Cardy démissionneront de leurs fonctions de chef de leurs partis respectifs.
Le Parti vert du Nouveau-Brunswick améliore ses résultats de l'élection précédente. Le chef du parti, David Coon, remporte son siège et devient le premier député vert à l'Assemblée législative au Nouveau-Brunswick. C'est la deuxième fois qu'un député vert à être élu à une assemblée législative provinciale au Canada, après Andrew J. Weaver, élu lors de l'élection britanno-colombienne de mai 2013,.

## Contexte
À quelques semaines du vote, un sondage donnait au Parti libéral du Nouveau-Brunswick, dirigé par Brian Gallant, une large avance sur le Parti progressiste-conservateur au pouvoir de David Alward, si vaste, en fait, que certains commentateurs se demandaient si les libéraux allaient répéter leur performance de l'élection provinciale 1987, quand ils avaient remporté tous les sièges à l'Assemblée législative. Alors que la campagne avançait, cependant, l'écart entre les deux partis a considérablement diminué, en particulier après un entretien télévisé avec Harry Forestell de CBC New Brunswick dans lequel Brian Gallant a donné des chiffres inexacts concernant sa proposition d'augmentation des impôts pour les résidents les plus fortunés de la province.

### Problème informatique
L'élection a été marquée par la première utilisation dans la province de machines de compilation électronique des votes. Le soir des élections, la plupart des machines ont mal fonctionné et Élections Nouveau-Brunswick a officiellement suspendu pendant deux heures le dépouillement du scrutin.

## Partis politiques

### Candidats indépendants
Neuf personnes se sont présentées comme candidats indépendants, contre 7 en 2010. Charles Thériault, qui s'est présenté dans la circonscription de Restigouche-Ouest, est le candidat indépendant qui a récolté le plus de voix. Aucun candidat indépendant n'a remporté de siège.

## Déroulement

### Événements et chronologie
- 18 août 2014 : Le premier ministre Alward rencontre le lieutenant-gouverneur, Graydon Nicholas, pour lui demander de dissoudre l'Assemblée législative à compter du 21 août, une élection générale devant être organisée le 22 septembre.
- 21 août 2014 : La 57e législature est maintenant dissoute par le lieutenant-gouverneur.
- 9 septembre 2014 : débat des chefs en français sur les ondes d'ICI Radio-Canada Télé Acadie.
- 12 septembre 2014 : débat des chefs sur les ondes de la Télévision Rogers.
- 22 septembre 2014 : jour du scrutin.

## Députés qui ne se représentent pas
Progressistes-conservateurs
- John Betts, Moncton-Crescent (1999-2014)[7]
- Jack Carr, New Maryland—Sunbury-Ouest (2008-2014)[8]
- Greg Davis, Campbellton—Restigouche-Centre (2010-2014)[9]
- Dale Graham, Carleton (1995-2014) et Carleton-Nord (1993-1995)[10]
- Glenn Tait, Saint John-Est (2010-2014)[11]

Libéraux
- Roland Haché, Nigadoo-Chaleur (1999-2014)[12]

## Résultats
| Parti libéral | Parti progressiste-conservateur | Parti vert |
| 27 sièges     | 21 sièges                       | 1 siège    |
| ^             |                                 |            |
| majorité      |                                 |            |

| Parti | Parti                            | Chef                             | Candidats | Sièges | Sièges | Sièges | Sièges | Voix    | Voix    | Voix   |
| Parti | Parti                            | Chef                             | Candidats | 2010   | diss.  | Élus   | +/-    | Nb      | %       | +/-    |
| ----- | -------------------------------- | -------------------------------- | --------- | ------ | ------ | ------ | ------ | ------- | ------- | ------ |
|       | Libéral                          | Brian Gallant                    | 49        | 13     | 13     | 27     | +14    | 158 848 | 42,72 % | +8,30  |
|       | Progressiste-conservateur        | David Alward                     | 49        | 42     | 41     | 21     | -20    | 128 801 | 34,64 % | -14,20 |
|       | Vert                             | David Coon                       | 46        | 0      | 0      | 1      | +1     | 24 582  | 6,61 %  | +2,07  |
|       | NPD                              | Dominic Cardy                    | 49        | 0      | 0      | 0      | -      | 48 257  | 12,98 % | +2,57  |
|       | Alliance des gens                | Kris Austin                      | 18        | 0      | 0      | 0      | -      | 7 964   | 2,14 %  | +0,97  |
|       | Indépendants et sans affiliation | Indépendants et sans affiliation | 9         | 0      | 1      | 0      | -      | 3 293   | 0,89 %  | +0,28  |
|       | Vacant                           | Vacant                           | Vacant    | Vacant | 0      |        |        |         |         |        |
| Total | Total                            | Total                            | 222       | 55     | 55     | 49     |        | 371 819 | 100 %   |        |